# Uberach
Uberach – miejscowość i dawna gmina we Francji, w regionie Grand Est, w departamencie Dolny Ren. W 2013 roku jej populacja wynosiła 1205 mieszkańców. 
W dniu 1 stycznia 2016 roku z połączenia trzech ówczesnych gmin – Pfaffenhoffen, Uberach oraz La Walck – utworzono nową gminę Val-de-Moder. Siedzibą gminy została miejscowość Pfaffenhoffen. 